# Haine&Sex
Pistes de Drill FR
Drill FR 5
(9) Inhumain
(11)
Haine&Sex est un single du rappeur français Gazo extrait de la mixtape Drill FR sortie le 26 février 2021. Le single a été certifié single de diamant en France.

## Classements
| Classements (2021)                             | Meilleure position |
| ---------------------------------------------- | ------------------ |
| Belgique (Flandre Ultratip Bubbling Under 100) | 77                 |
| Belgique (Flandre Ultratop R&B/Hip-Hop)        | 37                 |
| Belgique (Wallonie Ultratop 50 Singles)        | 13                 |
| France (SNEP)                                  | 2                  |
| Suisse (Schweizer Hitparade)                   | 37                 |

## Certification
| Pays   | Organisme | Certification | Seuil                            |
| ------ | --------- | ------------- | -------------------------------- |
| France | SNEP      | Diamant       | 50 millions d'équivalent streams |